# Oromofolket
Oromoerne (oromo: Oromoo, "de mægtige"; ge'ez: ኦሮሞ, ’Oromo) er den største folkegruppe i Etiopien. Folket er delvis nomader og snakker oromo, som er en gren af det kushitiske sprog i den afroasiatiske sprogfamilie. De holder til i Etiopien og i nordlige dele af Kenya.
Med omkring 60 millioner mennesker udgør de den største etniske gruppe i Etiopien, og ca. 34,49 prosent af befolkningen i henhold til en folketælling fra 2007.